# Clinton Hart Merriam
Clinton Hart Merriam (New York, 5 december 1855 - Berkeley (Californië), 19 maart 1942) was een Amerikaans arts, zoöloog, etnograaf en biogeograaf. Zijn vader, Clinton Levi Merriam was een succesvol zakenman en lid van het Amerikaans Congres. Zijn zuster Florence Augusta Merriam Bailey werd ook een bekend ornithologe.

## Biografie
Via zijn vader leerde hij de bioloog Spencer Baird kennen. Merriam studeerde biologie en anatomie aan de Sheffield Scientific School van Yale en behaalde in 1879 een medische graad aan het College of Physicians and Surgeons van de Columbia-universiteit. Hij had enkele jaren een artsenpraktijk maar vanaf 1883 wijdde hij zich volledig aan de biologie en natuurhistorie.
In 1878 richtte hij samen met een groep amateur-biologen de Linnaean Society of New York op, en werd de eerste voorzitter ervan. In die tijd ging zijn aandacht vooral naar de ornithologie. In 1877 publiceerde hij "The Birds of Connecticut" en in 1881 een "Preliminary List of the Birds of the Adirondacks". Nadien bestudeerde hij echter bijna uitsluitend zoogdieren.
Van 1885 tot 1910 leidde hij de Division of Ornithology and Mammalogy en de U.S. Biological Survey van het United States Department of Agriculture.
Hij bestudeerde de verspreiding van diersoorten en de vogeltrek van vogels in Noord-Amerika. Hij werkte het biogeografische concept van "life zones" uit voor de ruimtelijke verspreiding van dieren en planten met overeenkomstige kenmerken. Zijn uitgangspunt was dat de verspreiding voornamelijk bepaald wordt door de totale hoeveelheid warmte die beschikbaar is tijdens het groei- en voortplantingseizoen, en dus door de combinatie van breedtegraad en hoogte boven zeeniveau. Het was een eenvoudig model (het hield bijvoorbeeld geen rekening met neerslag of bodemtype) maar was een eerste poging om ecozones af te bakenen.
In 1888 was hij een van de 33 stichters van de National Geographic Society.
Merriam was een Darwinist en fervent tegenstander van de mutatietheorie die poneert dat mutaties en niet geleidelijke evolutie de drijvende kracht is achter het ontstaan van nieuwe soorten. Hij volgde echter steeds vaker zijn eigen wetenschappelijke interesses, wat aanleiding gaf tot spanningen en politieke tegenstellingen binnen het Department. Dankzij een trust fund opgericht door de weduwe van de rijke spoorwegmagnaat Edward H. Harriman, waarvoor hij in 1899 een prospectie had uitgevoerd in Alaska, kon hij in 1910 de USDA verlaten en als onderzoeker aan het Smithsonian Institution zijn eigen onderzoek voeren. Hij maakte van toen af uitgebreide etnografische studies van de Indianenstammen in Californië. Hij verdeelde zijn tijd tussen zijn huizen in Washington en in Lagunitas (Californië). Na de dood van zijn vrouw Elizabeth Gosnell verbleef hij hoofdzakelijk in Californië, waar hij in een rusthuis overleed in 1942.
Merriam publiceerde meer dan 500 wetenschappelijke stukken en beschreef ongeveer 660 nieuwe soorten zoogdieren, waarvan vele die door zijn medewerkers werden verzameld, waaronder de Guadalupe-zeebeer, de grootoorkitvos, het sitkahert, het woestijndikhoornschaap, de Cozumelwasbeer, de kodiakbeer, de westelijke gevlekte skunk, de eekhoornsoorten Beldings grondeekhoorn, Palmers chipmunk en de panamintchipmunk, de Amerikaanse bergspitsmuis en de vulkaanmuis.
Hij was tijdens zijn leven voorzitter van diverse genootschappen. In 1919 werd hij verkozen als eerste voorzitter van de American Society of Mammalogists. In 1902 werd hij verkozen als lid van de National Academy of Sciences.

## Hommage
Een aantal diersoorten werd naar hem vernoemd, waaronder Merriams chipmunk (Tamias merriami), Merriams goffer (Cratogeomys merriami), Merriams spitsmuis (Sorex merriami), Merriams kangoeroegoffer (Dipodomys merriami) en de uitgestorven wapiti-ondersoort Cervus canadensis merriami (Merriam-wapiti).
- Biblioteca Nacional de España: XX5134793
- Bibliothèque nationale de France: cb122782659 (data)
- Author citation (botany): Merriam
- Gemeinsame Normdatei: 117567663
- International Standard Name Identifier: 0000 0000 8365 3883
- Library of Congress Control Number: n80024499
- National Archives and Records Administration: 10581203
- Nationale Bibliotheek van Tsjechië: mzk2015853400
- Nationale Bibliotheek van Israël: 987007429875005171
- Nederlandse Thesaurus van Auteursnamen: 067965873
- PIC: 335102
- SNAC: w67s7sj8
- Système universitaire de documentation: 031603068
- Museum of New Zealand Te Papa Tongarewa: 19406
- Trove: 1010669
- Virtual International Authority File: 24717997
- WorldCat: E39PBJpdRFkgMP3tjDGb8TrXh3